# Bombenanschläge in Thailand im August 2016
Bei den Bombenanschlägen in Thailand im August 2016 detonierten elf Bomben in fünf Provinzen in Südthailand innerhalb von 24 Stunden.
Am Abend des 11. August 2016 wurden in der thailändischen Provinz Trang eine und im Seebad Hua Hin zwei Bomben gezündet. Am nächsten Tag, dem 12. August, detonierten in mehreren Provinzen Thailands weitere Sprengsätze statt: zwei in Hua Hin, zwei auf der Ferieninsel Phuket (in dem bei Touristen beliebten Loma Park und in Patong in der Nähe einer Polizeistation) sowie jeweils zwei in den südthailändischen Provinzen Surat Thani und Phang-nga. Insgesamt wurden vier Menschen getötet und 30 weitere verletzt.
Der 12. August ist in Thailand als Geburtstag der Königin Sirikit und Muttertag gesetzlicher Feiertag, an dem landesweit öffentliche Feiern stattfinden und viele Thailänder Ausflüge unternehmen. Im Rahmen der Ermittlungen wurden in Hua Hin und auf Phuket weitere Sprengsätze gefunden, die nicht detoniert waren und entschärft werden konnten.
Bisher hat sich niemand zu den Anschlägen bekannt. Die thailändische Regierung hat die Taten als „lokale Sabotage“ qualifiziert und Verbindungen zum internationalen Terrorismus ausgeschlossen. Während Forensiker der Polizei feststellten, dass die Bomben in ihrer Bauart solchen ähnelten, die von Aufständischen im Konflikt in Südthailand verwendet wurden, dementierte sowohl die Militärjunta („Nationaler Rat für Frieden und Ordnung“) als auch der stellvertretende Direktor der nationalen Polizei eine Verbindung zum separatistischen Aufstand in den äußersten Südprovinzen. Stattdessen wurde angedeutet, dass ein lokaler Politiker die Anschläge koordiniert habe und diese mit innenpolitischen Konflikten nach dem Verfassungsreferendum am 7. August 2016 in Verbindung ständen.